# Federacions de futbol
Aquesta és una llista de les diferents federacions internacionals de futbol arreu del món.

## Mundials
- FIFA Fédération Internationale de Football Association (211 membres, fundada el 1904), representa a les nacions de tot el món, i és l'òrgan de govern global del futbol reconegut internacionalment. El seu principal torneig és la Copa del Món de futbol, que es disputa cada quatre anys.
- NF-Board New Federation Board (27 membres, fundada el 2003), representava les nacions, els estats no reconeguts, les minories, les nacions sense estat, les regions i les micronacions no afiliades a la FIFA. El seu principal torneig era la Viva World Cup.
- ConIFA Confederation of Independent Football Associations (45 membres, fundada el 2013), va substituir la NF-Board, i representa, doncs, les nacions sense estat, els estats no reconeguts, les minories i les regions no afiliades a la FIFA. El seu principal torneig és la Copa del Món de Futbol ConIFA.

## Continentals
Les associacions de futbol membres de la FIFA es constitueixen en confederacions continentals, que organitzen competicions nacionals i continentals de clubs.
- Confederació Asiàtica de Futbol Asian Football Confederation (46 membres + 1 associat, fundada el 1954), representa les nacions d'Àsia en el futbol. El seu principal torneig és la Copa d'Àsia de futbol.
- CAF Confédération Africaine de Football (54 membres + 2 associats, fundada el 1957), representa les nacions d'Àfrica en el futbol. El seu principal torneig és la Copa d'Àfrica de futbol.
- CONCACAF Confederation of North, Central American and Caribbean Association Football (35 membres + 6 associats, fundada el 1961), representa les nacions d'Amèrica del Nord, Amèrica Central i el Carib. El seu principal torneig és la Copa d'Or de la CONCACAF.
- CONMEBOL Confederación Sudamericana de Fútbol (10 membres, fundada el 1916), representa les nacions d'Amèrica del Sud en el futbol. El seu principal torneig és la Copa Amèrica de futbol.
- OFC Oceania Football Confederation (11 membres + 3 associats, fundada el 1966), representa les nacions d'Oceania en el futbol. El seu principal torneig és la Copa de Nacions de l'OFC.
- UEFA Union of European Football Associations (55 membres, fundada el 1954), representa les nacions d'Europa en el futbol. El seu principal torneig és el Campionat d'Europa de futbol.

## Inter-continentals
Les següents confederacions consisteixen en associacions membres de la FIFA que creuen les fronteres continentals.
- GFU Gulf Football Union (8 membres, fundada el 1968), representa les nacions àrabs de la zona del Golf Pèrsic. El seu principal torneig és la Copa del Golf de futbol.
- UAFA Union of Arab Football Associations (22 membres, fundada el 1974), representa les nacions àrabs d'Àfrica i Àsia. El seu principal torneig és la Copa Àrabiga de futbol.

## Regionals

### Àfrica
Afiliades a la CAF
- CECAFA Council of East and Central African Football Associations (10 membres + 1 associat, fundada el 1927), representa les nacions que es considera que constitueixen les regions de l'Àfrica oriental i alguns països de l'Àfrica central. El seu principal torneig és la Copa CECAFA.
- COSAFA Council of Southern African Football Associations (14 membres + 1 associat, fundada el 1997), representa les nacions que es considera que constitueixen l'Àfrica Austral, així com els estats insulars de la costa del sud del contintent. El seu principal torneig és la Copa COSAFA.
- WAFU (UFOA) Union of West African Football Associations (8 membres, fundada el 1977), un dels dos òrgans que representen a les nacions a l'Àfrica Occidental. El seu principal torneig és la Copa de Nacions de la WAFU.
- UNAF Union of North African Federations (5 membres, fundada el 2005), representa les nacions que es considera que constitueixen l'Àfrica del Nord.
- UNIFFAC Central African Football Federations' Union (8 membres), representa algunes de les nacions que formen l'Àfrica central. El seu principal torneig és la Copa CEMAC.

### Àsia
Afiliades a l'AFC
- WAFF West Asian Football Federation (13 membres, fundada el 2000), representa les nacions de l'Àsia occidental. El seu principal torneig és el Campionat de la Federació de futbol d'Àsia Occidental.
- GCF Gulf Cup Federation.
- EAFF East Asian Football Federation (9 membres + 1 provisional, fundada el 2002), representa les nacions de l'Àsia oriental. El seu principal torneig és el Campionat de la Federació de futbol d'Àsia Oriental.
- CSAFF Central and South Asian Football Federation (12 membres), representa les nacions de l'Àsia central i el subcontinent indi. Aquesta federació té dues filials:
  - SAFF South Asian Football Federation (7 membres, fundada el 1997), representa les nacions de l'Àsia meridional. El seu principal torneig és el Campionat de la Federació de futbol d'Àsia meridional.
  - CAFA Central Asian Football Association (5 membres), representa les nacions de l'Àsia central.
- AFF ASEAN Football Federation (12 membres, fundada el 1984), representa les nacions de l'Àsia Sud-oriental. El seu principal torneig és el Campionat de la Federació de futbol d'Àsia Sud-oriental.

### Amèrica del Nord
Afiliades a la CONCACAF
- CFU - Caribbean Football Union (30 membres), representa les nacions del Carib. El seu principal torneig és la Copa del Carib de futbol. Té dues filials:
  - LIFA - Leeward Islands Football Association (11 membres, fundada el 1949), representa les nacions de les Illes de Sotavent. El seu principal torneig és la Copa de les Illes de Sotavent de futbol.
  - WIFA - Windward Islands Football Association (4 membres), representa les nacions de les Illes de Sobrevent. El seu principal torneig és la Copa de les Illes de Sobrevent de futbol.
- NAFU - North American Football Union (3 membres), representa les tres nacions sobiranes de l'Amèrica del Nord. El seu principal torneig era la Copa NAFC.
- UNCAF Union Centroamericana de Fútbol (7 membres), representa les set nacions sobiranes de l'Amèrica Central. El seu principal torneig és la Copa Centreamericana de futbol.